# Завеса (РККА)
Завеса — система оперативных объединений, состоящих из отдельных отрядов Рабоче-Крестьянской Красной Армии (Красной армии, РККА), предназначенная для обороны демаркационной линии, установленной после заключения Брестского мира с Германией, Австро-Венгрией, Болгарией, Турцией, и прикрытия главных направлений, ведущих к центрам страны, от возможных вторжений германских (а начиная с августа 1918 года, английских войск). 
Создана директивой Высшего военного совета 5 марта 1918 года и расширена в начале августа 1918 года. Приказом РВСР от 11 сентября 1918 года все участки Завесы были расформированы, вместо них были образованы фронты.

## Состав
В состав завесы входили:
- Северный участок отрядов завесы (образован на основе директивы Высшего военного совета от 5 марта 1918 года)
- Западный участок отрядов завесы (образован на основе директивы Высшего военного совета от 5 марта 1918 года)
- Южный участок отрядов завесы (образован на основе директивы Высшего военного совета от 11 августа 1918 года)
- Северо-Восточный участок отрядов завесы (образован на основе директивы Высшего военного совета от 6 августа 1918 года)
- Петроградский район обороны (с 5 марта 1918 года, 14 марта 1918 года объединён с Северным участком)
- Московский район обороны (с 5 марта 1918 года).

После того, как в сентябре 1918 года участки отрядов завесы прекратили существование, войска Северного и Северо-восточного участков отрядов завесы вошли в состав Северного фронта (6-й и 7-й армий)‚ войска Южного участка — в состав Южного фронта (8-й и 9-й армий). Вместо Западного участка был образован Западный район обороны.

## Общие сведения
Система завесы предполагала отсутствие активных военных действий. При наступлении противника войска завесы должны были отходить, разрушая мосты, железные и шоссейные дороги, стягиваться к назначенным пунктам для задержания противника на время, необходимое для эвакуации ценного имущества, а также мобилизации войск во внутренних округах страны.
Идея завесы являлась единственным возможным решением стратегической обороны страны против возможного вторжения германских войск в условиях Брестского мирного договора и развала и демобилизации армии. Распространение названия «участки завесы» на все границы Советской республики свидетельствовало о намерении создать заново единую систему обороны страны, разрушенную революциями. Поскольку в силу внешнеполитических причин нельзя было использовать название «фронты» и «армии», то первоначально было применено название «участки завесы».
Во главе каждого участка завесы стоял Военный совет, в состав которого входил военный руководитель и два комиссара. В отрядах на участках завесы создавались штабы, состоявшие из оперативного и общего отделов. Военные советы вели работу по формированию из местного населения частей и подразделений Красной армии, которые использовались на своих участках или отправлялись на другие направления.

### Цели и задачи участков завесы
- Северный и Западный участки отрядов завесы противостояли германским войскам;
- Северо-восточный участок отрядов завесы был создан в связи с высадкой английских войск в Архангельске, осуществлённой 2 августа 1918 года;
- войска Южного участка отрядов завесы принимали участие в борьбе с армией генерала Краснова в Донской области[2];
- на Восточном участке завесы сформировалось несколько районов концентрации советских войск. Впоследствии эти войска планировалось использовать против мятежного Чехословацкого корпуса.

### Периоды существования завесы
Всё время существования войск завесы разбито на несколько периодов:
- создание завесы (февраль — март 1918 года);
- формирование участков и отрядов завесы (апрель — май);
- переформирование отрядов завесы в регулярные соединения — пехотные дивизии (июнь — июль);
- подготовка дивизий завесы к перемещению в восточные районы страны (июль);
- переброска частей завесы на другие фронты (август — октябрь).